# Житомирский областной комитет КП Украины
 Житомирский областной комитет КП Украины (укр. Житомирський обласний комітет Комуністичної партії України) - орган управления  Житомирской областной партийной организацией КП Украины (1937-1991 годы).
Житомирская область образована 22 сентября 1937 года из восточных районов Киевской области. Центр - г. Житомир.

## Первые секретари обкома
- 09.1937-02.1938 Максимов, Николай Антонович (первый секретарь оргбюро ЦК КП(б)У по Житомирской области)
- 02-12.1938 Максим Авксентьевич Диденко (02-05.1938 первый секретарь оргбюро ЦК КП(б)У по Житомирской области)
- 12.1938-08.1939 Михаил Сергеевич Гречуха
- 08.1939-07.1941 Михаил Алексеевич Сыромятников
- 07.1941-05.1943 (подпольный) Шелушков, Григорий Иванович
- 05.1943-01.1944 (подпольный) Маликов, Степан Фёдорович
- 1944 и.о. Колесников, Дмитрий Тихонович
- 1944-1949 Моисей Семёнович Спивак
- 1949-1951 Сергей Филиппович Костюченко
- 1951-1952 Ростислав Владимирович Бабийчук
- 05.1952-05.1957 Алексей Фёдорович Фёдоров
- 05.1957-02.1961 Михаил Михайлович Стахурский
- 02.1961-01.1963 Михаил Константинович Лазуренко
- 01.1963-12.1964 (сельский) Михаил Константинович Лазуренко
- 01.1963-12.1964 (промышленный) Константин Павлович Терехов
- 12.1964-13.05.1968 Михаил Константинович Лазуренко
- 13.05.1968-23.05.1978 Константин Павлович Терехов
- 23.05.1978-18.12.1989 Василий Михайлович Кавун
- 18.12.1989-26.08.1991 Владимир Григорьевич Фёдоров